# ブルケルスドルフの戦い
ブルケルスドルフの戦い（ブルケルスドルフの戦い、ドイツ語: Schlacht bei Burkersdorf）は、1762年7月21日に行われた七年戦争中の戦いで、プロイセンのフリードリヒ大王がブルケルスドルフにおいてオーストリア（ハプスブルク帝国）に勝利した。
1762年1月にロシアのエリザヴェータ女帝が急死し、後を継いだピョートル3世はフリードリヒ大王の信奉者であったため、プロイセンとの戦争を中止した。さらにロシアとプロイセンとの間に攻守同盟が結ばれた。
同盟に基づきチェルヌイシェフ将軍率いるロシア軍がプロイセン軍の援軍として派遣されたが、ピョートル3世が暗殺されエカチェリーナ2世が即位すると、即座に援軍へ帰国するように命令が下った。フリードリヒはチェルヌイシェフにあと数日だけでも滞在してほしいと願い、ロシア軍は戦闘に参加しないことを条件に要求が呑まれた。
結果として戦闘はフリードリヒにとって優位に進み、オーストリア軍はロシア軍が残っていることに疑問を抱きながらも退却した。チェルヌイシェフ伯爵は戦闘中フリードリヒと共に戦場を視察し、王が偶然出会った負傷兵にハンカチを渡して手当てしている姿に感銘したと日記に書き残している。戦いの後にロシア軍は命令通り帰国したが、この後にエカチェリーナ2世は戦争から手を引くことを決定する。